# Septembre 2018
Septembre 2018 est le 9e mois de l'année 2018.

## Évènements
- Depuis le 26 août : le meurtre d'un Allemand imputé à deux migrants irakien et syrien déclenche plusieurs jours de manifestations de plusieurs centaines voire plusieurs milliers de personnes à l'appel d'organisations d'extrême-droite, à Chemnitz en Allemagne[1],[2] ; les manifestations s'étendent à Köthen le 9 septembre[3].
- 1er septembre :
  - élections législatives, municipales et régionales en Mauritanie ;
  - mise en place d'un nouveau service de renseignement militaire en Corée du Sud, le Defense Security Support Command[4].
  - fin de la fabrication des lampes halogènes[5] dans l'Union européenne.
- 2 septembre : le musée national du Brésil, à Rio de Janeiro, est détruit par un incendie.
- 2 et 3 septembre : élections législatives au Rwanda.
- 3 septembre : découverte à Tal Samara, dans le Delta du Nil, d'un village néolithique, potentiellement le plus vieux connu dans la région, (le seul autre village potentiellement plus vieux étant celui de Saïs)[6].
- 3 et 6 septembre : début des auditions sur le contentieux territorial sur l'archipel des Chagos entre la république de Maurice et le Royaume-Uni a la Cour internationale de justice.
- 4 septembre :
  - le typhon Jebi touche le Japon ;
  - élection présidentielle au Pakistan, Arif Alvi est élu ;
  - un cessez-le-feu est conclu à Tripoli, après des combats entre milices libyennes.
- 6 septembre :
  - la cour suprême de l'Inde juge inconstitutionnel l’article 377 du code pénal, dépénalisant ainsi l'homosexualité ;
  - un séisme à Hokkaidō (Japon) fait 41 morts.
- 7 septembre : 
  - le président du renseignement intérieur allemand, Hans-Georg Maaßen (en), dément que des « chasses collectives » contre les étrangers aient eu lieu fin août à Chemnitz[7]; la chercheuse spécialiste de l'Allemagne contemporaine Hélène Miard-Delacroix précise « Il n’existe pas de lynchages, mais des agressions physiques et verbales. Comme l’attaque d’un restaurant juif fin août à Chemnitz »[3].
  - tentative d'assassinat de Jair Bolsonaro, candidat d'extrême-droite et candidat le plus haut placé dans les sondages d'opinions avant l'élection présidentielle brésilienne de 2018 ; Bolsonaro est blessé grièvement et doit être opéré mais il survit.
- 8 septembre :
  - Dérèglement climatique : des centaines de villes se mobilisent dans le Monde, mouvement amplifié en France par la démission de Nicolas Hulot, pour demander aux gouvernements d'intensifier la lutte contre le réchauffement climatique[8].
  - un accident de bus fait 21 morts en Indonésie[9].
- 9 septembre : la coalition des Rouges-verts arrive en tête aux élections législatives en Suède mais aucune majorité ne se dégage ; également élections régionales et élections municipales.
- 11 septembre :
  - un attentat contre des manifestants dans les environs de Jalalabad en Afghanistan fait 68 morts et 165 blessés[10] ;
  - réouverture de la frontière entre l'Érythrée et l'Éthiopie, fermée depuis 1998[11] ;
  - datation d'un dessin au crayon d'ocre pointu sur une pierre vieux de 73 000 ans, découvert en 1991 dans la grotte de Blombos en Afrique du Sud, ce qui en fait le plus vieux dessin au crayon connu au monde[12] ;
  - début des manœuvres militaire sino-russes « Vostok » en Sibérie et dans l'Extrême-Orient russe.
- 13 septembre :
  - la justice nauruane arrête le procès des « Dix-neuf de Nauru » et accuse le ministre de la Justice David Adeang d'« affront honteux à l'État de droit » ;
  - en Slovénie, le gouvernement de Marjan Šarec remplace celui de Miro Cerar.
- 14 septembre : l'ouragan Florence frappe la Caroline du Nord (États-Unis).
- 15 septembre :
  - élections législatives au Bhoutan (1er tour) ;
  - le typhon Mangkhut frappe le nord des Philippines, puis Hong Kong et le sud de la Chine le 16, provoquant de nombreux morts ;
  - le Britannique Simon Yates remporte la 73e édition du Tour d'Espagne ;
  - dernier vol pour la fusée Delta II qui place en orbite le satellite ICESat-2.
- 17 septembre : la Russie et la Turquie concluent un accord pour instaurer une zone démilitarisée à Idlib en Syrie.
- 18 septembre :
  - Moon Jae-in et Kim Jong-un se rencontrent pour la 3e fois de l’année lors d'un sommet inter-coréen ;
  - des inondations au Nigeria font une centaine de morts[13].
- Entre le 18 et le 28 septembre : découverte par le spéléologue Olivier Testa et le géoarchéologue français Richard Oslisly de la grotte d'Iroungou dans les forêts de la région de Mouila au Gabon, site archéologique médiéval du XIVe siècle, première grotte sépulcrale connue au Gabon et deuxième connue dans toute l'Afrique subsaharienne après celle de Benin City au Nigeria (découverte dans les années 1960)[14],[15].
- 20 septembre : le naufrage du MV Nyerere fait au moins 218 morts sur le lac Victoria, en Tanzanie[16].
- 21 septembre :
  - élections législatives au Swaziland, avec des candidats strictement sans étiquette, les partis en étant exclus.
  - mort du président du Viêt Nam Trần Đại Quang, Đặng Thị Ngọc Thịnh assure l'intérim.
- 22 septembre : l'attentat d'Ahvaz (Iran) fait 24 morts.
- 23 septembre :
  - votations en Suisse ;
  - élection présidentielle aux Maldives, le candidat de l'opposition Ibrahim Mohamed Solih est élu malgré la répression.
- 24 septembre :
  - élections générales au Nouveau-Brunswick (Canada) ;
  - première opération du cœur (de type TAVI) remplaçant la sédation du patient par une hypnothérapie, au CHU de Lille[17].
- 25 septembre : centième lancement d'Ariane 5.
- 27 septembre : Barbara Cassin remporte la médaille d'or du CNRS.
- 28 septembre : en Indonésie, un séisme suivi d'un tsunami sur l'île de Célèbes fait au moins 2 010 morts et 5000 disparus.
- 29 septembre : disparition (signalée le 5 octobre) du président d'Interpol Meng Hongwei, aperçu pour la dernière fois au moment de son départ pour la Chine.
- 30 septembre : référendum constitutionnel en Macédoine, approuvé à 90 % des voix exprimées, mais avec un taux de participation de seulement 36 %.